# Тиньковы
Тинько́вы (Тинковы) — старинный русский дворянский род столбового дворянства.
При подаче документов (1686) для внесения рода в Бархатную книгу, была предоставлена родословная роспись Тинковых.
Род внесён Губернским дворянским депутатским собранием в VI часть дворянских родословных книг Московской, Тульской и Орловской губерний России.
Известен ещё один род Тиньковых, восходящий к концу XVII века и внесённый во II часть дворянской родословной книги Курской губернии Российской империи.

## Происхождение и история рода
История дворянского рода этой фамилии начинается от выехавшего к великому князю Василию II Тёмному «мужа знатного» Архипа Буникевского, сын которого Фёдор назвался Буниным и был родоначальником Буниных. Один из внуков Фёдора, Тихон Григорьевич Бунин, по прозвищу Тинько, стал родоначальником Тиньковых. Его потомок был жалован от государей поместьем (1593).
Во время Русско-польской войны (1654—1667), Кузьма Силыч Тиньков погиб в сражении под городом Конотопом (1659). Никифор Леонтьевич Тиньков был стольником и воеводой в Карачева при царе Фёдоре Алексеевиче (1686-1692)

## Описание гербов
В Гербовнике Анисима Титовича Князева 1785 года имеется изображение двух печатей с гербами представителей рода Тиньковых:
1. Герб Александра Васильевича Тинькова: в серебряном поле щита изображён скачущий вправо коричневый единорог, задними ногами опирающийся на землю (польский герб Боньча). Щит увенчан коронованным дворянским шлемом без шейного клейнода. Нашлемник: наполовину выпрыгивающий единорог, мордой вправо. Цветовая гамма намёта не определена.
2. Герб Сергея Ефимовича Тинькова: щит разделён горизонтально на две половины. Верхняя половина разделена двумя вертикальными красными полосами на три части: чёрную, золотую и синюю. В нижней половине, в серебряном поле, золотой единорог, скачущий вправо. Щит увенчан коронованным дворянским шлемом без шейного клейнода. Нашлемник: выпрыгивающий на половину единорог, мордой вправо. Вокруг щита военная арматура в виде: знамён, сабель, труб, барабанов[7].

## Интересные факты
- Российский предприниматель Олег Тиньков использовал герб Тиньковых в корпоративном стиле своих компаний (банка Тинькофф, оператора связи Тинькофф-мобайл и других), хотя он и не происходит из этого дворянского рода[8][9].

## Известные представители
- Тиньков Александр — переводчик второй половины XVIII века[10]

* Артем Андреевич Тиньков (Каховский) — наследник титула Тиньковых по завещанию (1867). В завещании Александра Тинькова сказано, что подле V колен, на VI пусть унаследует мой титул и герб, человек рода Мирковичей, коим является этот поэт и дипломат.